# VI. Ióannész bizánci császár
VI. Ióannész Kantakuzénosz, magyarosan VI. János (görögül: Ἰωάννης ΣΤʹ Καντακουζηνός), (1292 – 1383. június 15.) bizánci társcsászár 1347-től 1354-ig. Emellett teológiai és történelmi művek írójaként is ismert.

## A hatalom megragadása
Ióannész Kantakuzénosz anyai ágon rokona volt a Palaiologoszoknak, és 1328-ban III. Andronikosz teljhatalmú irányítójává tette a birodalom ügyeinek. Amikor a császár meghalt, őt lett az alig kilencéves trónörökös, V. Ióannész régense. Ilyen minőségében erős ellenzéke akadt, mire elmenekült, császárrá kiáltotta ki magát VI. Ióannész néven és polgárháborút kezdett, melyet végül ő nyert meg az Oszmán Birodalom segítségével. Ekkor bevonulhatott Konstantinápolyba, és a törvényes uralkodót háttérbe szorítva egymaga kormányozta a Bizánci Birodalmat.

## VI. Ióannész uralma és bukása
Ebben az időben az amúgy is gyenge lábakon álló birodalmat minden irányból támadás érte: a szerbekkel és a genovaiakkal folyt csatározás. Ez utóbbiaknak kolóniája volt Galatában, és pénzügyeik szorosan összefonódtak a bizánci udvaréival. A másik oldalon pedig ott volt a kockázatos szövetség a törökökkel, akik egyébként a Ióannészok uralma vége felé (1354-ben) szereztek állandó területet Európában: Gallipolit.
A császár a belső gondokat előszeretettel oldotta meg idegenek alkalmazásával, zsoldot azonban képtelen volt fizetni, így hadereje saját városait fosztogatta, hogy megélhessen. Emellett jelentős terheket is rótt alattvalóira, akik az eleve népszerű Palaiologosz Ióannész mellett foglaltak állást, és zökkenőmentessé tették annak hét évnyi háttérbe vonultság után bekövetkező hatalomátvételét.

## Utóélete
Ióannészt kolostorba záratták, ahol felvette a Joazáf Khrisztodulosz nevet. Fiai temették el a Peloponnészoszi-félszigeten, Misztrában.

## Írói munkássága
Ióannész íróként is jelentős teljesítményt hagyott hátraː több műben védelmezte Palamasz Szent Gergely nézeteit, és nagyszabású hitvédelmi művet írt az iszlám ellen. Emellett készített egy krónikát is, amely az 1320 és 1356 közötti időszakot foglalja össze, és voltaképpen történelmi műnek álcázott önigazolás. A mű nemcsak közel került az emlékirat műfajához, de Ióannész egyenesen a krónika főhősévé emelkedik. A hagyományos objektivitás látszatát mindössze már csak az őrzi, hogy a császár egyes szám harmadik személyben beszél önmagáról. A mű egységét a főhős, szerkezetét Ióannész sorsának négy szakasza teremti megː barátsága Andronikosz trónörökössel; a közügyek irányítása III. Andronikosz császársága idején; – mint állítja – akaratnélküli császársága, és küzdelme ellenségeivel; és végül győzelme, majd – mivel elvesztette reménységét, hogy a bizánciakat jobb útra térítheti – lemondása a trónról. A kompozíció szinte drámai, jellemző a fokozás, csúcspont, és végül a tragikus bukás. Ióannész erősen idealizált képet fest magáról, bár távol áll tőle a naiv öndicséret. Nem tagadja vereségeit, kudarcait, és leírja az ellene emelt vádakat (hálátlan, a trónra tör, megszegi a szavát) – de sorban megcáfolja azokat. Ellenfeleit ugyanakkor árnyaltan jellemzi, nem törekszik az egyoldalúan negatív bemutatásra. A nyelv szándékos egyszerűsége, természetessége jól szolgálja írói célját, hogy meggyőzze olvasóit igazáról. A történeti kritika megállapítása, hogy a műnek minden részlete igaz – az összkép mégis hamis. Ezzel együtt Ióannész krónikája a bizánci történetírás egyik legegyénibb és leghatásosabb alkotásának tekinthető.